# Anna Ferrarová
Anna Ferrarová (* 20. června 1976 Padova, Itálie) je bývalá italská sportovní šermířka, která se specializovala na šerm šavlí. Itálii reprezentovala na přelomu tisíciletí. V roce 1999 obsadila třetí místo na mistrovství světa v soutěži jednotlivkyň. S italským družstvem šavlistek vybojovala v roce 1999 titul mistryň světa a v roce 2000 obsadila s družstvem třetí místo na mistrovství Evropy.